# الینا واموکویا
الینا واموکویا (انگلیسی: Ellinah Wamukoya؛ 1951 – ۱۹ ژانویهٔ ۲۰۲۱) کشیش، و سیاستمدار اهل اسواتینی بود.
وی همچنین برندهٔ جوایزی همچون ۱۰۰ زن بی‌بی‌سی شده‌است.